# جوناثان سويفت
جوناثان سويفت (بالإنجليزية: Jonathan Swift)‏ (30 نوفمبر، 1667 -1 أكتوبر، 1745) مؤلف كتيبات سياسية أنجلو-إيرلندي هجّاء (لحزب الأحرار البريطاني أولًا، ثم لحزب المحافظين)، وشاعر ورجل دين، أصبح لاحقًا عميدًا لكاتدرائية سانت باتريك، دبلن، وأصبح لقبه منذ تلك اللحظة «العميد سويفت».
يشتهر سويفت بسبب أعمال له مثل خرافة مغطس (1704)، وجدال ضد إلغاء المسيحية (1712)، ورحلات غوليفر (1726)، واقتراح متواضع (1729). تعتبره موسوعة بريتانيكا من أهم هجّائي النثر في اللغة الانجليزية، وهو غير مشهور على أنه شاعر. نشر جونثان كل أعماله في الأصل تحت أسماء مستعارة مثل: «ليمويل غاليفر»، و «إسحاق بيكرستاف»، و «إم. بي. درابير»، أو بشكل مجهول. كان متقنًا لأسلوبين في الكتابة الساخرة وهما: الهوراسي والجوفينالي (أدب الأحداث).
وقد كان أسلوبه التهكمي والجامد في الكتابة، لا سيما في عمله «اقتراح متواضع»، سببًا لتسمية هذا الأسلوب في الهجاء «بالسويفتي».

## سيرة حياته

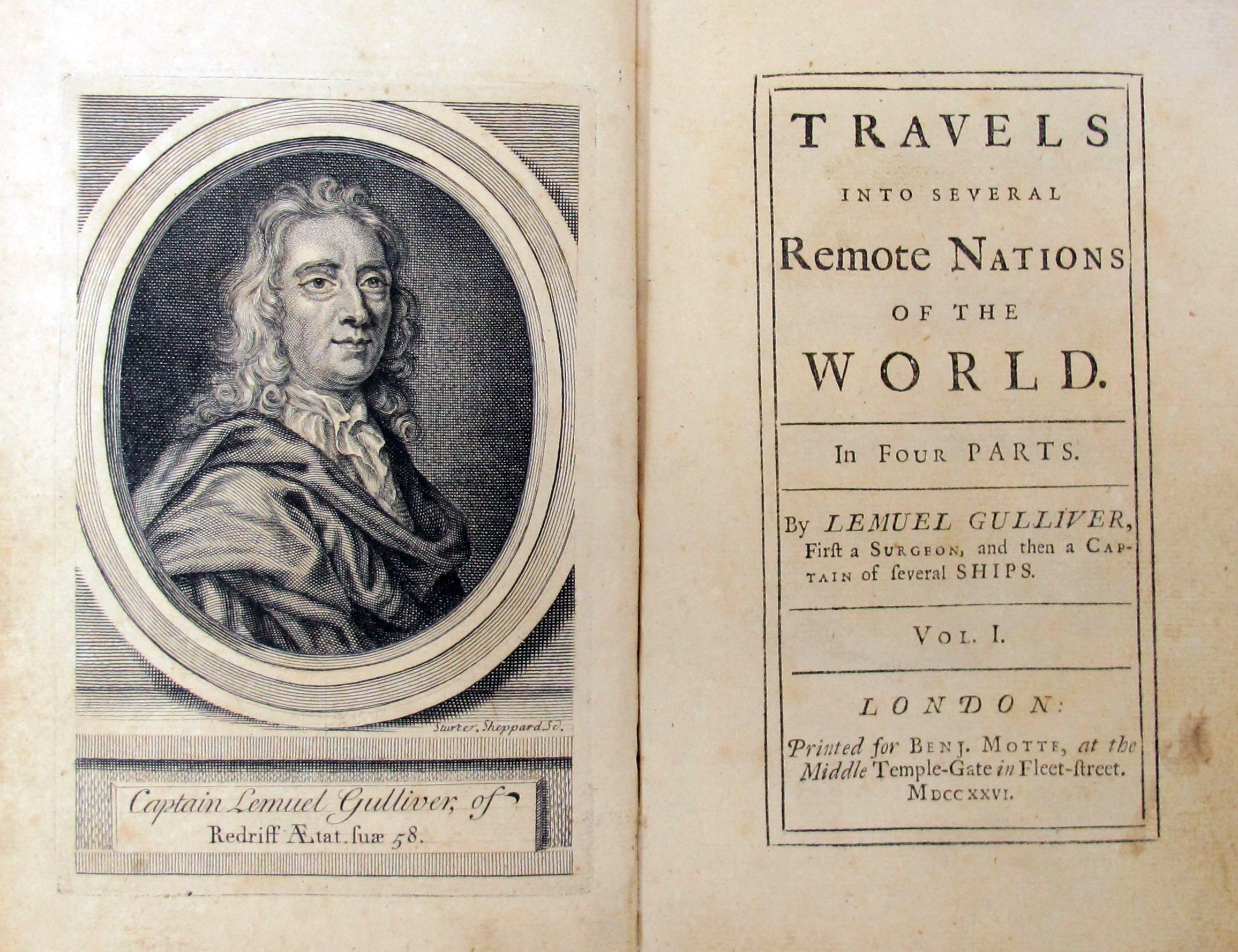
كتاب رحلات جليفر بطبعة قديمة منشورة في لندن.

### شبابه
وُلِدَ جونثان سويفت في الثلاثين من نوفمبر عام 1667 في دبلن، أيرلندا. كان الطفل الثاني والابن الوحيد لوالديه جوناثان سويفت (1667-1640)، وآبيغيل إيريك (أو هيريك) من قرية فريسبي على نهر ريك، وكان والده من مواليد غودريتش، هيرفوردشير، لكنّه رافق إخوته إلى أيرلندا سعيًا للحصول على ثرواتهم القانونية بعد أن تسببت الحروب الأهلية الإنجليزية بتدمير عقارات الأب الملكيّة. كان جدّه من جهة أمه «جيمس إريك» فيقارًا لقرية ثورنتون في ليسترشاير. أُدين الفيقار في العام 1634 بقيامه بممارسات تطهيرية. هرب إيريك وأسرته بما في ذلك ابنته الصغيرة آبيغيل بعد ذلك بفترة إلى أيرلندا.
انضم والد سويفت إلى أخيه الأكبر غودوين في ممارسة القانون في أيرلندا. مات في دبلن قبل نحو سبعة أشهر من ولادة جوناثان الذي حمل نفس اسمه. توفّي بسبب مرض الزهري الذي قيل بأنه أُصيب به عندما كان خارج المدينة من شراشف متسخة.
عندما كان عمره سنة واحدة، اصطحبته المرضعة إلى مسقط رأسها في وايتهيفن، إنجلترا، حيث قال بأنه تعلّم قراءة الكتاب المقدّس. عندما أصبح في الثالثة من العمر أعادته المرضعة إلى والدته التي كانت ما تزال في أيرلندا.
عادت والدته إلى إنجلترا بعد ولادته، تاركةً إيّاه تحت رعاية عمّه غودوين سويفت الذي عاش في الفترة بين (1695-1628)، وهو صديق حميم وذو ميثاقيّة للسير جون تيمبل، الذي وظف ابنه سويفت سكرتيرًا له لاحقَا.
كانت لعائلة سويفت العديد من العلاقات الأدبية المثيرة. كانت جدّته إليزابيث (دريدن) سويفت ابنة أخ السير إيراسموس دريدن، جدّ الشاعر جون دريدن. كانت عمة الجدّة نفسها كاثرين (ثروكمورتون) دريدن ابنة عم إليزابيث الأولى، زوجة السير والتر رالي. كانت جدّته الكبرى مارغريت (غودوين) سويفت شقيقة فرانسيس غودوين؛ مؤلّف كتاب «الرجل في مون» الذي كان له الأثر على أجزاء من كتاب سويفت الذي حمل عنوان رحلات غوليفر. تزوّج عمّه توماس سويفت من ابنة الشاعر والكاتب المسرحي السير ويليام ديفنانت، الذي كان العرّاب لويليام شكسبير.
تولّى عم سويفت وراعيه غودوين سويفت مسؤولية الاعتناء به، فأرسله مع أحد أبناء عمّه إلى كليّة كيلكيني (التي ارتادها أيضًا الفيلسوف جورج بيركلي). وصل إلى هناك في سن السادسة، إذ كان من المتوقع أن يكون قد تعلّم في هذا السن تصاريف الأسماء الأساسية في اللاتينية. لكن ذلك لم يحدث، وبدأ تعليمه في صف أقل. تخرّج سويفت عام 1682 وهو في الخامسة عشر من عمره.
التحق بعدها في العام 1682 بجامعة دبلن (كليّة ترينيتي، دبلن) ، وذلك بتمويل من ويلوبي ابن غودوين. اتّبع هذا المنهج الذي امتد نحو أربع سنوات نهجًا مضبوطًا إلى حد كبير في العصور الوسطى للكهنوتية، وكانت سيطرة المنطق والفلسفة الأرسطية واضحة على المحاضرات. كانت المناقشة هي المهارة الأساسيّة التي تعلّمها الطلاب وكان من المتوقّع أن يتمكّنوا من مناقشة كل من الجانبين لأي نقاش أو موضوع. كان سويفت طالبًا ذو مستوى فوق المتوسط لكنّه لم يكن استثنائيًا. حصل على شهادة البكالوريوس في عام 1686 «بفضل النعمة الإلهية».

## وصلات خارجية
- جوناثان سويفت على موقع IMDb (الإنجليزية)
- جوناثان سويفت على موقع الموسوعة البريطانية (الإنجليزية)
- جوناثان سويفت على موقع ألو سيني (الفرنسية)
- جوناثان سويفت على موقع ميوزك برينز (الإنجليزية)
- جوناثان سويفت على موقع أول موفي (الإنجليزية)
- جوناثان سويفت على موقع قاعدة بيانات الأفلام السويدية (السويدية)
- جوناثان سويفت على موقع إن إن دي بي (الإنجليزية)
- جوناثان سويفت على موقع ديسكوغز (الإنجليزية)
- جوناثان سويفت على موقع قاعدة بيانات الفيلم (الإنجليزية)
- جوناثان سويفت على موقع كينوبويسك (الروسية)
- جوناثان سويفت  على قاعدة بيانات الخيال التأملي على الإنترنت